# Sint-Ceciliakerk (Enschot)

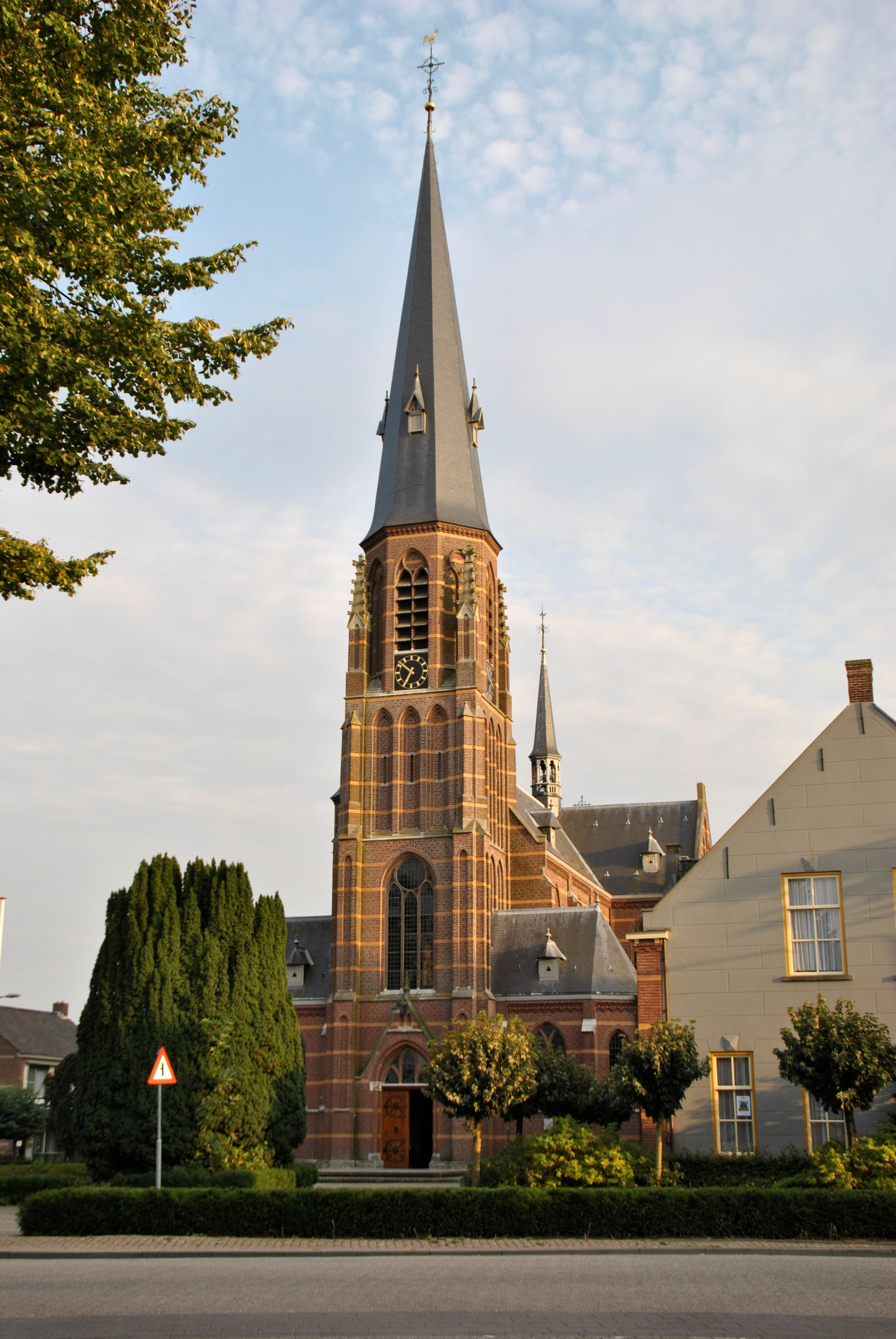
Sint-Caeciliakerk

De Sint-Caeciliakerk is de parochiekerk van de plaats Enschot in de Nederlandse gemeente Tilburg. Het rijksmonument is gelegen aan de Kerkstraat 2.

## Geschiedenis
Vanouds – zeker vanaf de 14e eeuw – kerkte men in de Sint-Michielskerk aan het huidige Torenpad waarvan het patronaatsrecht in bezit was van de Abdij van Tongerlo. Deze kerk kwam in handen van de protestanten, die echter met te weinigen waren om de kerk te kunnen onderhouden. 
Sinds 1677 beschikten de katholieken over een schuurkerk, die in 1767 werd vernieuwd. Deze kerk stond op een andere plaats dan de Sint-Michielskerk. Hoewel de katholieken hem omstreeks 1800 terugkregen, bleven ze kerken in de schuurkerk. De oude kerk werd in 1839 ten slotte gesloopt, met behoud van de toren.
In 1898 werd hier een neogotisch kerkgebouw opgericht, naar een ontwerp van Caspar Franssen. De schuurkerk werd in 1904 gesloopt.

## Gebouw
Het betreft een bakstenen kruisbasiliek met vieringtoren en voorgebouwde toren en versierd met banen in gele baksteen. De vierkante toren heeft pinakels en een achthoekige lantaarn met daarop een naaldspits. De kerk heeft een driezijdig afgesloten koor. De kerkklokken zijn afkomstig uit de oude Sint-Michielskerk.
In 1870 werd een Sint-Jobsbeeld gekocht. De betreffende oudtestamentische heilige wordt sindsdien vereerd met bedevaartgangers en festiviteiten, dit gebeurt nog altijd. Op 1 april (!) 1996 is dit beeld naar verluidt nog in tranen uitgebarsten toen de droeve tijding bekend werd dat Berkel-Enschot zou worden geannexeerd door Tilburg.
De wijding van de kerk aan Sint-Cecilia zou te maken hebben met het aanwezige kerkkoor van die naam.